# Vincenzo Carbonelli
Vincenzo Carbonelli (Secondigliano, 23 aprile 1822 – Roma, 16 ottobre 1901) è stato un patriota e politico italiano.

## Biografia
Ancora giovane si distinse nel 1848 sulle barricate di Napoli, insorta contro i Borbone. Nel 1849 fu alla difesa della Repubblica romana. Nel 1860 prese parte alla spedizione dei Mille inquadrato nella terza compagnia “dei savi” comandata dal barone Francesco Stocco e a fine agosto fu incaricato da Garibaldi di sollevare il Cilento.
Con lo scoppio della terza guerra di indipendenza del 1866 fu nominato dalla Commissione militare colonnello comandante l'8º Reggimento del Corpo Volontari Italiani solo dopo l'insistenza di Filippo Mellana e di Agostino Depretis. In quella campagna si distinse il 21 luglio nel contrasto degli austriaci a Condino ed a guerra finita fu insignito della croce di ufficiale dell'Ordine militare di Savoia “per aver bene amministrato il proprio reggimento e ben condotto in faccia al nemico”.
Nel 1867 seguì nuovamente Garibaldi nella spedizione nell'Agro Romano volta a liberare Roma, comandò la piazza di Monterotondo, e partecipò alla battaglia di Mentana coi francesi. Fu deputato al parlamento regio dal 1865 al 1880, dove sostenne la Sinistra.
Gli è stata dedicata una piazza a Taranto.